# Kadakama
Kadakama är ett vattendrag i Burundi.   Det ligger i provinsen Bubanza, i den nordvästra delen av landet, 30 kilometer norr om huvudstaden Bujumbura.
Omgivningarna runt Kadakama är en mosaik av jordbruksmark och naturlig växtlighet. Runt Kadakama är det tätbefolkat, med 297 invånare per kvadratkilometer.